# Кіке Салас
Енрі́ке Хесу́с «Кі́ке» Са́лас Вальє́нте (ісп. Enrique Jesús "Kike" Salas Valiente; нар. 23 квітня 2002, Морон-де-ла-Фронтера) — іспанський футболіст, захисник клубу «Севілья».

## Клубна кар'єра
2013 року приєднався до академії футбольного клубу «Севілья» у віці 11 років. 10 січня 2021 року дебютував за резервну команду в матчі Сегунди Дивізіону Б проти «Єклано».
27 квітня 2021 року продожив контракт з клубом до 2024 року. 9 січня 2022 року забив свій перший гол в професіональній кар'єрі в матчі Прімери Федерасьйон проти клубу «Реал Баломпедіка Ліненсе».
10 вересня 2022 року дебютував в основному складі «Севільї» в матчі Ла-Ліги, вийшовши в стартовому складі проти «Еспаньйола». 14 вересня дебютував в Лізі чемпіонів УЄФА в матчі групового етапу проти «Копенгагена». 18 жовтня в поєдинку Ла-Ліги із «Валенсією» отримав першу в своїй кар'єрі червону картку. 30 грудня забив свій перший гол за «Севілью» в матчі Ла-Ліги проти «Сельти». 31 січня 2023 року продовжив угоду із «Севільєю» до 2026 року і відправився в оренду в клуб «Тенерифе» із Сегунди Дивізіону до кінця сезону. Дебютував за «Тенерифе» 25 лютого в матчі Сегунди проти хіхонського «Спортинга». Всього провів за «Тенерифе» 7 матчів в сезоні 2022–23.
19 липня став володарем першого розіграшу Кубка виклику УЄФА-КОНМЕБОЛ 2023, допомігши своїй команді обіграти еквадорський клуб «Індепендьєнте». 16 серпня року став фіналістом Суперкубка УЄФА 2023, однак на поле не виходив, а «Севілья» поступилась «Манчестер Сіті» у серії післяматчевих пенальті. 26 вересня в матчі Ла-Ліги проти «Альмерії» забив свій перший гол в сезоні. 12 січня 2024 року в матчі з «Алавесом» отримав травму підколінного сухожилля і залишив поле на 42-й хвилині гри. 31 січня переведений до основної команди «Севільї».
26 грудня 2024 року продовжив контракт з «Севільєю» до 2029 літа року.

## Кар'єра в збірній
В листопаді 2024 року вперше викликаний в збірну Іспанії до 21 року для участі в товариських матчах проти збірних Англії та Данії. 15 листопада в поєдинку з Англією дебютував за збірну до 21 року.

## Особисте життя
Його дядько, Віктор, колишній футболіст, відомий виступами за «Севілью».

## Статистика виступів
Станом на 11 квітня 2025
| Клуб              | Сезон             | Чемпіонат         | Чемпіонат | Чемпіонат | Кубок | Кубок | Єврокубки | Єврокубки | Всього | Всього |
| Клуб              | Сезон             | Дивізіон          | Матчі     | Голи      | Матчі | Голи  | Матчі     | Голи      | Матчі  | Голи   |
| ----------------- | ----------------- | ----------------- | --------- | --------- | ----- | ----- | --------- | --------- | ------ | ------ |
| Севілья           | 2022–23           | Ла-Ліга           | 6         | 1         | 2     | 0     | 2         | 0         | 10     | 1      |
| Севілья           | 2023–24           | Ла-Ліга           | 23        | 3         | 3     | 0     | 2         | 0         | 28     | 3      |
| Севілья           | 2024–25           | Ла-Ліга           | 25        | 1         | 2     | 0     | 0         | 0         | 27     | 1      |
| Севілья           | Всього            | Всього            | 54        | 5         | 7     | 0     | 4         | 0         | 65     | 5      |
| → Тенерифе        | 2022–23           | Сегунда Дивізіон  | 7         | 0         | —     | —     | —         | —         | 7      | 0      |
| Всього за кар'єру | Всього за кар'єру | Всього за кар'єру | 61        | 5         | 7     | 0     | 4         | 0         | 72     | 5      |

1. 1 2  Матчі в Лізі чемпіонів УЄФА

## Досягнення
«Севілья»
- Фіналіст Суперкубка УЄФА: 2023[27]
- Володар Кубка виклику УЄФА–КОНМЕБОЛ: 2023[28]